# 福永酔剣
福永 酔剣（ふくなが すいけん、本名：福永勝美（ふくなが かつみ）、大正3年（1914年） - 没年不明）は、 日本の医学博士、陸軍中尉、ジョンソン基地診療所所長、熊本大学助教授などを経験。刀剣研究家。

## 略歴
熊本県出身。
第二次世界大戦のビルマ戦全期間に参加していた。

## 著作物
- 『シアニン系感光色素の実驗的結核症に及ぼす影響』（論文）- 1949年[3]
- 『佛教に於ける体質觀の研究』 -1949年（熊本大學熊本醫科大學体質醫學研究所体質病理學部）
- 『飯野郷土史　仏教編』- 1955年・1991年復刻版（飯野町役場、えびの市）
- 『仏教医学詳説』- 1972年（雄山閣）
- 『親鸞教団弾圧史』- 1972年・1995年復刻（雄山閣）
- 『ビルマの地獄戦　第二次大戦秘話』- 1984年（雄山閣）

### 刀剣関連
- 『肥後刀工史』- 1952年（熊本史学会）
- 『日本刀名工伝』- 1958年・1996年・2022年復刻版（柴田商店、雄山閣）
- 『古今鍛冶備考 : 犬養木堂注記本』（山田浅右衛門編著、福永酔剣解説）- 1975年（雄山閣）
- 『日向の刀と鐔』 - 1975年（刀苑社）
- 『日本刀の偽銘 真贋看破のポイント』（犬塚徳太郎共著）- 1981年（光芸出版）
- 『日本刀よもやま話』- 1989年（雄山閣）
- 『日本刀大百科事典』全5巻 - 1993年（雄山閣）
- 『刀鍛冶の生活 生活史叢書』 - 1995年（雄山閣）
- 『皇室・将軍家・大名家刀剣目録』- 1997年・2020年復刻版（雄山閣）
- 『日本刀おもしろ話』- 1998年（雄山閣）
- 『大名家・著名家刀剣目録』- 2000年・2020年復刻版（雄山閣）
- 『偽銘刀の研究』（犬塚徳太郎共著）- 2008年（『日本刀の偽銘』復刻増補版）（光芸出版）
- 『皇室・武将と名刀 新版・日本刀よもやま話』- 2023年・復刻版（雄山閣）